# Benedetto Micheli
Benedetto Micheli   (Roma, 29 d'octubre de 1699 - Roma, 5 de novembre de 1784) fou un músic, llibretista i poeta italià, autor de poemes en dialecte romanesc amb el pseudònim de Jachella de la Lenzara
Se li deuen infinitat d'obres, entre elles l'òpera Oreste, representada a Roma el 1723; l'òpera Zenobia, estrenada a Venècia el 1746, i un cant dedicat a l'emperadriu Elisabet Cristina, etc.